# LogMeIn
A LogMeIn magyar alapítású, amerikai székhelyű cég. Fő szoftverterméke segítségével a böngészőből lehet távoli számítógépekre belépni.

## Termékei
- LogMeIn Pro – feliratkozás alapú távoli elérés és adminisztrációs szoftver
- LogMeIn Central – webalkalmazás a távolról menedzselt LogMeIn host szoftver és VPN kapcsolódási szolgáltatás között
- LogMeIn Rescue – távoli támogatás (help desk) webalkalmazás
- LogMeIn Ignition – szoftver, amely elérést biztosít azokból a gépekből, melyek LogMeIn host szoftvert futtatnak a Windows, iOS, vagy Android eszközökből
- LogMeIn Hamachi – hálózati virtualizációs szolgáltatás
- LogMeIn Backup – távoli biztonsági másolatot készítő szoftver
- join.me – konferencia és online közösségi szoftver
- RemotelyAnywhere –  távoli elérés és adminisztrációs szoftver
- Xively - web-alapú szolgáltatás világméretű valós idejű adatkezeléséhez
- Cubby - felhő könyvtár és fájl szolgáltatás mind osztott és magán felhőt kínálva.[1]
- LastPass – jelszószéf

### Korábbi, megszűnt termékek
- LogMeIn Free – ingyenes távoli elérés szoftver, maximum 10 számítógépre korlátozva.[2] 2014. január 31-től nem elérhető többé az ingyenes verzió, a szolgáltatást megszüntették.[3]

## Technológia
A LogMeIn távoli elérés termékei saját távoli desktop protokollt használnak, amely továbbítása SSL-en keresztül történik. Minden távoli desktop-nak létrehoz egy SSL tanusítványt, amit arra használnak, hogy kriptografikusan biztonságossá tegyék a kommunikációt a távoli desktop és az elérendő számítógép között.
A felhasználók a távoli desktopokat vagy a LogMeIn Ignition-on keresztül vagy önálló alkalmazással vagy egy web portálon keresztül érhetik el. A web portálhoz szükséges vagy egy ActiveX beépülő modul az Internet Exporerhez vagy egy kiegészítő a Firefox-hoz vagy egy beépülő modul a Google Chrome-hoz.

A szolgáltatás a távoli desktophoz kapcsolódik és a helyi számítógéphez TCP vagy UDP feletti SSL használatával és NAT bejárás technológia felhasználásával biztosítja a pont-pont hálózati kapcsolatot, amennyiben elérhető.
A LogMeIn Inc. jegyzi a 7 558 862-es számú "Számítógép távoli felügyeletére vonatkozó metódus és megvalósítás a pont-pont hálózati parancs és adat továbbításhoz" című amerikai szabadalmat.

## Cégtörténet
Michael Simon, a LogMeIn vezérigazgatója (CEO) és Anka Márton, a LogMeIn technológiai igazgatója (CTO) együtt dolgozott az Uproarnál egy internetes játék site-on, amit történetesen a Vivendi Universal megvett a dotkomlufi kidurranásakor. Ankának az Uproar számára végezett munkája állítólag megalapozta a RemotelyAnywhere alkalmazás kidolgozását, amely később a LogMeInba torkollott a 3am Labs után.
A 3am Labs megvette a Hamachi VPN-termékét.
2006-ban a cég nevét megváltoztatták 3am Labs-ról LogMeIn Inc.-re.
A Tridia 2008-ban beperelte a LogMeIn Inc.-t szabadalmi jogok megsértésért.
A LogMeIn Inc. 2009-ben befejezte az IPO-t. A LogMeIn Inc. 2009. július 1-jén piacra dobta részvényeit a NASDAQ-on.
2011 júliusában a Xively bejelentette, hogy a LogMeIn felvásárolta őket.
A LogMeIn Inc. 2012-ben megvette a  Bold Software LLC-t.
2015. október 9-én a LogMeIn 110 millió dollárért felvásárolta a LastPass-t.
2019. december 17-én bejelentették, hogy befektetők felvásárolják a LogMeIn részvényeit, ezzel magánkézbe került, és kivezették a tőzsdéről. A felvásárlás 2020. augusztus 31-én lezárult, két nemzetközi befektetési alap (Francisco Partners és Evergreen Coast Capital) összesen közelítőleg 4,3 milliárd dolláros értéken hajtotta végre a tranzakciót.

## Fordítás
Ez a szócikk részben vagy egészben  a   LogMeIn című angol Wikipédia-szócikk ezen változatának fordításán alapul.  Az eredeti cikk szerkesztőit annak laptörténete sorolja fel. Ez a jelzés csupán a megfogalmazás eredetét és a szerzői jogokat jelzi, nem szolgál a cikkben szereplő információk forrásmegjelöléseként.